# Teresa San Román Espinosa
Teresa San Román Espinosa   (A Guarda, 1940 - 14 de juliol de 2024) va ser una antropòloga espanyola que va estar activa professionalment entre 1967 i el 2010. Entre 1982 i 2010 va exercir de catedràtica d'antropologia social a la Universitat Autònoma de Barcelona (UAB). És coneguda pel seu exhaustiu i pioner estudi del poble gitano, comunitat amb qui també va fer antropologia aplicada. Va formar part de diferents associacions, com ara l'Asociación Desarrollo Gitano o la Fundación Secretariado Gitano, de la qual va ser membre del patronat entre 2001 i 2003.
Teresa San Román va estudiar història i l'inici de la seva activitat professional es va centrar en l'arqueologia. Poc després va decidir canviar de disciplina i va anar a estudiar Antropologia a la Universitat de Londres, on va fer el màster i la tesi doctoral (1967) sota la supervisió de Phyllis Kaberry (deixeble de Bronisław Malinowski) i Mary Douglas. La seva carrera es va basar en l'estudi de la marginació i la pobresa. Gran part de la seva recerca, que és la que li va donar més reconeixement, es va centrar en l'estudi i l'etnografia de les comunitats gitanes, primer a Madrid (als barris marginals de La Plata i La Alegría) i després a Catalunya. També va treballar amb la comunitat senegambiana i va fer recerca sobre la vellesa. La seva tasca amb relació a les minories ètniques li va valdre diversos reconeixements i premis estatals, tant de caràcter científic com de caràcter social.

## Obra publicada
Algunes de les seves publicacions més destacables són:
- Vecinos gitanos, 1976, Akal
- Entre la marginación y el racismo: reflexiones sobre la vida de los gitanos, 1986, Alianza Editorial
- Vejez y cultura: hacia los límites del sistema, 1990, Fundación Caja de Pensiones
- Gitanos de Madrid y Barcelona. Ensayos sobre aculturación y etnicidad, 1990, Servei de Publicacions de la UAB
- La diferència inquietant. Noves i velles estratègies culturals dels gitanos, 1994, Fundació Serveis de Cultura Popular
- Los muros de la separación. Ensayo sobre heterofobia y filantropía, 1995, Servei de Publicacions de la UAB